# 西安州古城
西安州古城，位于宁夏回族自治区中卫市海原县西安乡，是中华人民共和国宁夏回族自治区文物保护单位之一。
2005年9月15日，授予宁夏回族自治区文物保护单位，是一座古遗址。